# Filip Jegorov
Filip Jegorov, född den 8 juni 1978 i Orjol, Ryssland, är en rysk bobåkare.
Han tog OS-silver i herrarnas fyrmanna i samband med de olympiska bobtävlingarna 2006 i Turin.